# Laccophilus sanguinosus
Laccophilus sanguinosus är en skalbaggsart som beskrevs av Régimbart 1895. Laccophilus sanguinosus ingår i släktet Laccophilus och familjen dykare. Inga underarter finns listade i Catalogue of Life.